# 主曲率

鞍面中在主曲率方向的法平面

在微分几何中，在曲面给定点的两个主曲率（principal curvatures）衡量了在给定点一个曲面在这一点的不同方向怎样不同弯曲的程度。
在曲面上取一点{\displaystyle E}，曲面在{\displaystyle E}点的法线为z轴，过z轴可以有无限多个剖切平面，每个剖切平面与曲面相交，其交线为一条平面曲线，每条平面曲线在{\displaystyle E}点有一个曲率半径。不同的剖切平面上的平面曲线在{\displaystyle E}点的曲率半径一般是不相等的。这些曲率半径中，有一个最大和最小的曲率半径，称之为主曲率半径，记作{\displaystyle k_{1}}与{\displaystyle k_{2}}，这两个曲率半径所在的方向，数学上可以证明是相互垂直的。
这里一条曲线的曲率由定义是密切圆半径的倒数。当曲线转向与平面给定法向量相同方向时，曲率取正值，否则取负值。当曲率取最大与最小值的两个法平面方向总是垂直的，这是欧拉在1760年的一个结论，称之为主方向。从现代的观点来看，这个定理来自谱定理因为它们可以作为对应于高斯映射微分的一个对称矩阵的本征向量。对主曲率和主方向的系统研究由达布使用达布标架完成。
两个主曲率的乘积{\displaystyle k_{1}k_{2}}是高斯曲率{\displaystyle K}，而平均值{\displaystyle {\frac {k_{1}+k_{2}}{2}}}是平均曲率{\displaystyle H}。
如果在每一点至少有一个主曲率是零，则高斯曲率是零，这种曲面是可展曲面。对极小曲面，平均曲率在每一点是零。

## 正式定义
设{\displaystyle M}是欧几里得空间中一个曲面，第二基本形式为{\displaystyle II(X,Y)}。固定一点{\displaystyle p\in M}，以及在{\displaystyle p}点切空间的一个标准正交基{\displaystyle X_{1}}、{\displaystyle X_{2}}。则主曲率是如下对称矩阵的本征值
{\displaystyle \left[I\!I_{ij}\right]={\begin{bmatrix}I\!I(X_{1},X_{1})&I\!I(X_{1},X_{2})\\I\!I(X_{2},X_{1})&I\!I(X_{2},X_{2})\end{bmatrix}}.}
如果选取{\displaystyle X_{1}}与{\displaystyle X_{2}}使得矩阵{\displaystyle [II_{ij}]}是一个对角矩阵，则它们称为主方向。如果曲面已定向，则通常要求{\displaystyle (X_{1},X_{2})}与给定的定向相同。
若没有一个特定的标准正交基，主曲率是形算子的本征值，而主方向是本征向量。

### 推广
对高维欧几里得空间中超曲面，主曲率可类似地定义。主曲率是第二基本形式在一个标准正交基下矩阵{\displaystyle II(X_{i},X_{j})}的本征值，主方向是对应的本征向量。
类似地，如果{\displaystyle M}是黎曼流形{\displaystyle N}中一个超曲面，则主曲率是其第二基本形式的本征值。如果{\displaystyle k_{1},\cdots ,k_{n}}是点{\displaystyle p\in M}的{\displaystyle n}个主曲率而{\displaystyle X_{1},\cdots ,X_{n}}是对应的标准正交本征向量（主方向），则{\displaystyle M}在{\displaystyle p}的截面曲率为
{\displaystyle K(X_{i},X_{j})=k_{i}k_{j}.\,}

## 曲面上点的分类
- 在椭圆型（elliptical）点，两个主曲率有同样的符号，而曲面是局部凸的。
  - 在脐点（umbilic point），两个主曲率相等而任意切向量可作为主方向。这通常出现于离散点。
- 在双曲型（hyperbolic）点，主曲率的符号相反，曲面局部是鞍形。
- 在抛物型（parabolic）点，一个主曲率是零。抛物型点通常位于分离椭圆型点与双曲型点的一条曲线上。
  - 在平脐点（flat umbilic point）两个主曲率都是零。一般曲面没有平脐点，猴鞍面具有离散平脐点。

## 曲率线
曲率线（lines of curvature 或 curvature lines）是总与一个主方向相切的曲线，它们是主方向场的积分曲线。过每个非脐点有两条曲率线，它们相交成直角。
在一个脐点附近曲率线有三类布局：星形（star）、柠檬形（lemon）以及檬星形（monstar，源于 lemon-star）。为了纪念达布，这些点也称为达布脐点，他最先在他1896年的课程（Vol. 4, p455）中做了系统性研究。

脐点附近的曲率线布局
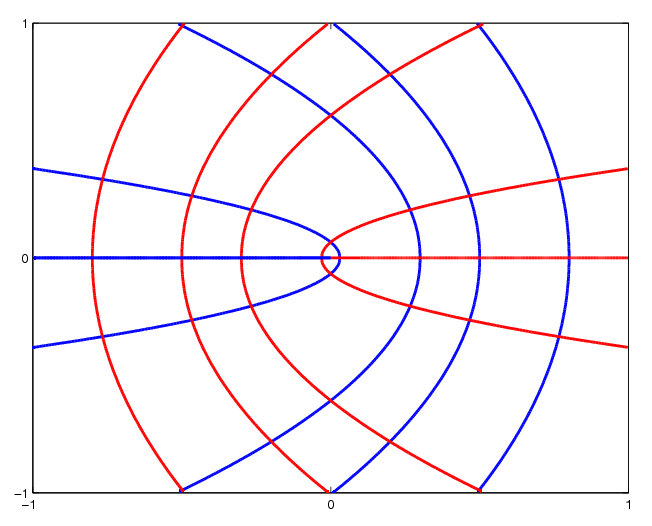
柠檬形
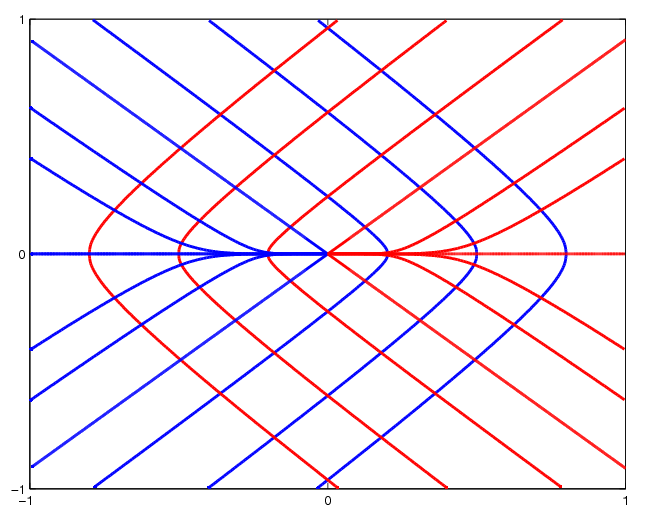
檬星形
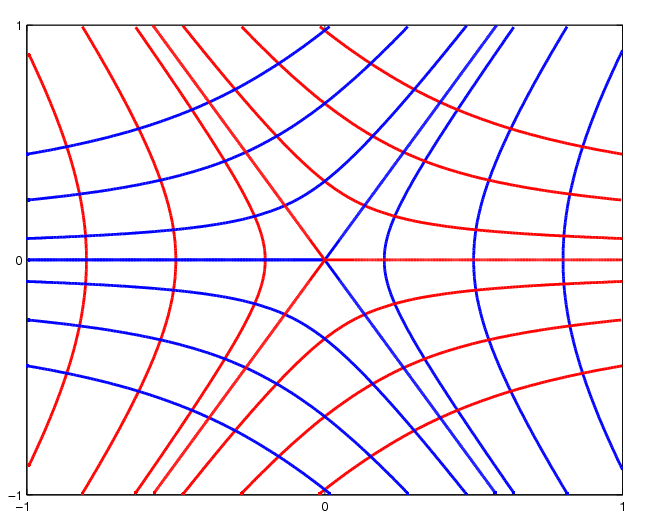
星形

在这些布局中，红色曲线是一类主方向的曲率线，而蓝色曲线是另一类的。
当一条曲率线对同一个主曲率有一个局部极值，则此曲线有一个脊点（ridge point）。曲面上曲线的脊点称为脊。脊曲线经过脐点。对星形布局有 3 条或 1 条脊线经过脐点，对 monstar 与 lemon 只有一条脊线经过。